# Arménská katolická církev
Arménská katolická církev (arménsky Հայ Կաթողիկե Եկեղեցի) je katolická církev s arménským ritem, která je ve společenství s Římskokatolickou církví.

## Historie
Arménská katolická církev se v Arménském království utvořila v roce 1198 a v roce 1375 byla nenásilně sloučena s římskokatolickou církví. Církevní unie byla obnovena v roce 1439 na Basilejském koncilu (týkala se jen části arménské církve).
Za vlády papeže Pia IV. a patriarchy Michaela I. byly vztahy mezi oběma církvemi upevněny. (S Arménskou apoštolskou církví si katolické církve pod supremací Říma pořád vzájemně uznávají svěcení duchovenstva). V roce 1563 obdrželi Arméni v Římě kostel Santa Maria Egiziana. V roce 1713 jmenoval papež Klement XI. arcibiskupa Krikora z řecké Edessy arménským světícím biskupem v Římě. Tato hodnost se udržela až do poloviny 20. století. První patriarcha Abraham Bedros I. Ardzivian byl potvrzen v r. 1742.
V dnešní Arménii vznikla vlastní Arménská katolická církev až v 19. století kvůli vlivu Osmanské říše, která církev neuznávala.

## Současnost
Počet věřících neustále stoupá. V roce 2010 měla 593 460 věřících v 17 diecézích nebo ordinariátech. V roce 2015 už 736 950 , 2016 736 130 a 2017 757 720 věřících. V roce 2017 měla 17 biskupů, ve 100 farnostech působilo 46 diecézních a 39 řeholních kněží (85 celkem), 56 řeholníků, 66 řeholnic a 11 stálých jáhnů. V seminářích studovalo 15 seminaristů. Hlavou církve je od 23. září 2021 patriarcha Raphaël Bedros Minassian. Sídlí v klášteře Bzommar v Libanonu.
Katoličtí Arméni žijí především ve státech Blízkého východu, ale i v Severní Americe je velká arménská diaspora, která tvoří vlastní eparchii. V roce 1991 byl založen ordinariát pro katolické Armény se sídlem v Gjumri (Arménie), který byl později rozšířen i na Gruzii a východní Evropu.

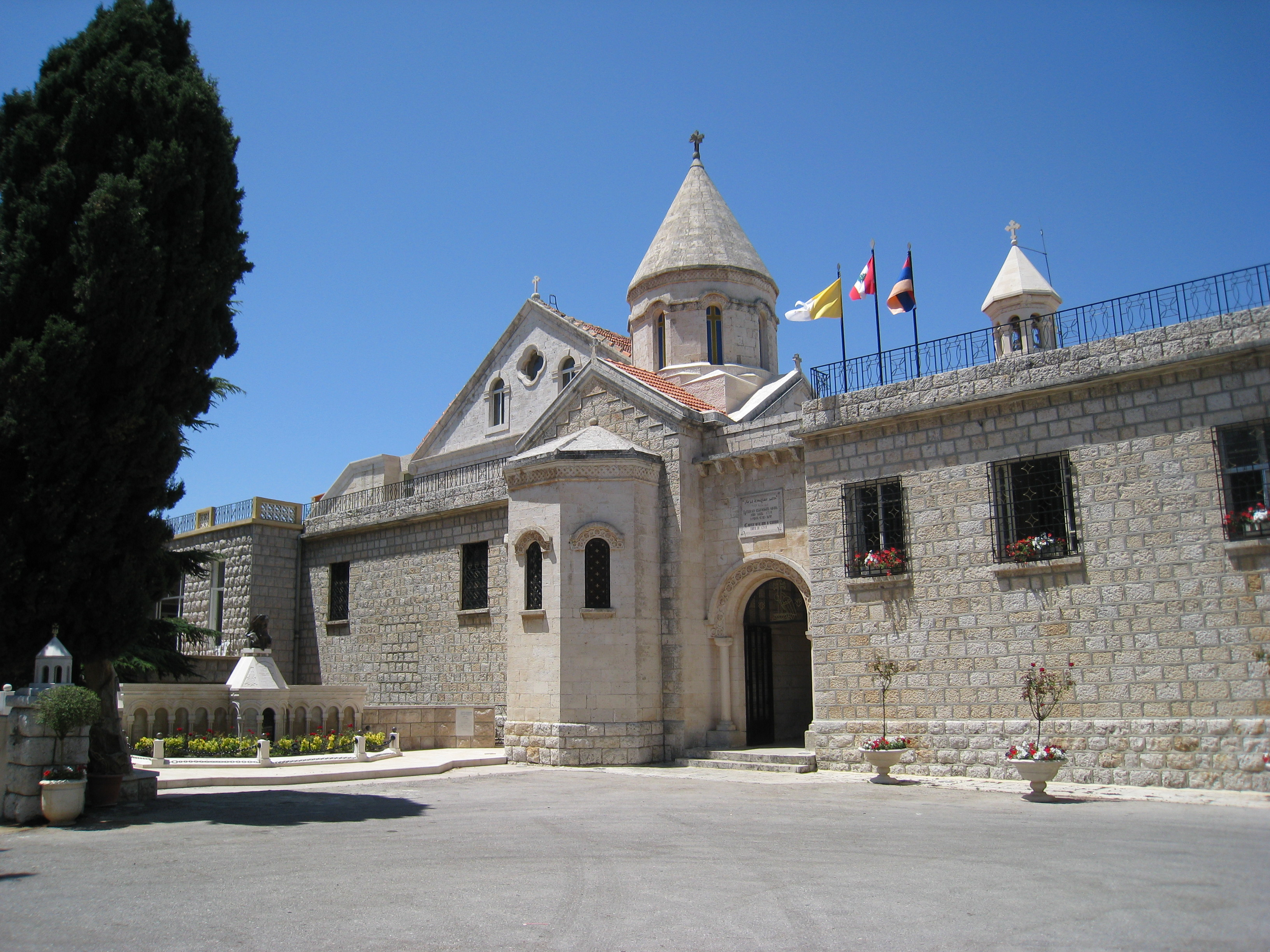
Klášter Bzommar v Libanonu

V roce 1710 vznikla archieparchie v Aleppu (Halabu) v Sýrii, 1850 eparchie (diecéze) v Isfahánu
v Íránu, 1885 eparchie v Káhiře v Egyptě, 1925 ordinariát v Řecku, 1928 archieparchie v Istanbulu v Turecku, 1929 arcibiskupství (archieparchie) v Bejrútu v Libanonu, 1954 archieparchie v Bagdádu v Iráku, 1960 Eparchie Sv. Kříže v Paříži ve Francii, 1989 eparchie San Gregorio de Nareg v Buenos Aires v Brazílii a 1981 Apoštolský exarchát Latinské Ameriky a Mexika.
Kláštery Arménské katolické církve se nacházejí v Benátkách a ve Vídni. (Viz www.cnewa.org)
. září

## Církevní organizace

### Církevní provinciedleArménského kilikijského patriarchátu
- Arménská archieparchie Bejrút (Libanon), vlastní eparchie patriarchy (první patriarcha byl vybrán 26. listopadu 1740, v roce 1739 konvertoval ke katolickému vyznání, 26. 11. 1742 ho potvrdil v úřadu římský papež – papež Katolické církve)
  - Arménská eparchie Alexandrie (Egypt), sídlo: Káhira
  - Arménská eparchie Isfahán (Írán), sídlo: Teherán
  - Arménská eparchie Qámišlí (Kámišlí), Sýrie
  - Patriarchální exarchát Damašek (Sýrie)
  - Patriarchální exarchát Jeruzaléma a Ammánu (Izrael, Palestina, Jordánsko, sídlo: Jeruzalém

### Archieparchie
- Arménská archieparchie Aleppo (Halab, Sýrie)
- Arménská archieparchie Bagdád (Irák)
- Arménská archieparchie Konstantinopol (Istanbul, Turecko, vznikla: 15. 10. 1928)
- Arménská archieparchie Lvov (vznikla 1630, dlouhodobě neobsazena, 4. 12. 1938 zemřel poslední arcibiskup)

### Eparchie
- Eparchie Panny Marie z Naregu v Glendale, Kalifornie (USA)
- Eparchie svatého Kříže v Paříži (Francie)
- Arménská eparchie svatého Řehoře z Naregu v Buenos Aires (Argentina),bezprostředně podřízená Svatému Stolci

### Apoštolské exarcháty
- Apoštolský exarchát Latinské Ameriky a Mexika, sídlo: Buenos Aires, Argentina, vznikl: 3. 7. 1981

### Ordinariáty
- Arménský ordinariát pro východní Evropu v Gjumri, Arménie (vznikla 13. 7. 1991)
- Arménský ordinariát v Řecku, Athény (vznikl 21. 12. 1925)
- Arménský ordinariát v Rumunsku, město Gherla, bezprostředně podřízený Svatému Stolci, vznikl 5. 6. 1930, jeho apoštolským administrátorem je arcibiskup římskokatolické arcidiecéze v Alba-Julia v Rumunsku (listopad 2015).

## Liturgie
Liturgie arménské katolické církve představuje arménský ritus. Liturgickou řečí je arménština. Po Druhém vatikánském koncilu (1962–1965) proběhla liturgická reforma s cílem odstranit odlišnosti v Arménské katolické církvi vůči mateřské církvi (Arménské apoštolské církvi).